# Emil Hagmann
Emil Hugo Hagmann (* 9. April 1872 in Neviges; † 18. Oktober 1919 in Essen-Heisingen) war ein deutscher Politiker.

## Leben
Emil Hagmann machte nach dem Schulbesuch eine Ausbildung bei der Stadt Mönchengladbach und legte die Sekretärprüfung ab.
Er war ab dem 14. September 1900 kommissarisch und ab dem 21. März 1902 hauptamtlicher Bürgermeister der ehemaligen Landbürgermeisterei Neersen. Anschließend wurde er vom 7. Oktober 1905 bis zum 31. März 1910 Bürgermeister der Stadt Adenau. Ab 1910 bis zu seinem Tod war er der erste Bürgermeister der damals noch selbstständigen Gemeinde Heisingen, heute ein Stadtteil von Essen.
Nach ihm ist die Straße Hagmanngarten in Essen-Heisingen benannt. Emil Hagmann wurde 47 Jahre alt.